# Chrysotus barretoi
Chrysotus barretoi är en tvåvingeart som beskrevs av Becker 1908. Chrysotus barretoi ingår i släktet Chrysotus och familjen styltflugor.
Artens utbredningsområde är Madeira. Inga underarter finns listade i Catalogue of Life.